# Serenella Sbrissa
Serenella Sbrissa (13 luglio 1967) è un'ex mezzofondista italiana, dieci volte campionessa italiana, cinque delle quali nei 1500 metri piani (di cui una indoor) e due negli 800 metri piani.

## Progressione

### 800 metri piani
| Stagione | Tempo   | Luogo              | Data      | Rank. Mond. |
| -------- | ------- | ------------------ | --------- | ----------- |
| 2003     | 2'11"26 | Conegliano         | 20-6-2003 |             |
| 2001     | 2'09"44 | Conegliano         | 22-6-2001 |             |
| 2000     | 2'09"45 | Trento             | 1-6-2000  |             |
| 1999     | 2'12"30 | Tarvisio           | 13-6-1999 |             |
| 1998     | 2'06"00 | Lignano Sabbiadoro | 3-7-1998  |             |
| 1997     | 2'10"52 | Rovereto           | 20-8-1997 |             |
| 1996     | 2'06"22 | Bologna            | 25-5-1996 |             |

### 1500 metri piani
| Stagione | Tempo   | Luogo      | Data      | Rank. Mond. |
| -------- | ------- | ---------- | --------- | ----------- |
| 2005     | 4'44"22 | Cesenatico | 11-6-2005 |             |
| 2003     | 4'22"24 | Milano     | 28-6-2003 |             |
| 2002     | 4'23"02 | Viareggio  | 21-7-2002 |             |
| 2001     | 4'22"84 | Ponzano    | 13-7-2001 |             |
| 2000     | 4'24"38 | Conegliano | 3-6-2000  |             |
| 1999     | 4'25"99 | Rovereto   | 8-5-1999  |             |
| 1998     | 4'11"95 | Barcellona | 25-7-1998 |             |
| 1996     | 4'09"63 | Roma       | 5-6-1996  |             |
| 1995     | 4'19"50 | Fukuoka    | 3-9-1995  |             |

## Palmarès
| Anno | Manifestazione    | Sede      | Evento            | Risultato | Prestazione | Note |
| ---- | ----------------- | --------- | ----------------- | --------- | ----------- | ---- |
| 1995 | Universiadi       | Fukuoka   | 1500 metri piani  | 9ª        | 4'19"50     |      |
| 1998 | Mondiali di cross | Marrakesh | Individuale corto | 68ª       | 13'53"      |      |

## Campionati nazionali
- 2 volte campionessa italiana assoluta degli 800 metri piani (1994, 1996)
- 4 volte campionessa italiana assoluta dei 1500 metri piani (1994, 1996, 1997, 1998)
- 1 volta campionessa italiana assoluta dei 1500 metri piani indoor (1997)
- 1 volta campionessa italiana assoluta dei 3000 metri piani indoor (1997)
- 1 volta campionessa italiana assoluta della staffetta 4×400 metri (2000)
- 1 volta campionessa italiana assoluta della staffetta 4×1500 metri (1993)

1993
- Oro ai campionati italiani assoluti (Bologna), staffetta 4×1500 metri - 18'15"38

1994
- Oro ai campionati italiani assoluti (Napoli), 800 metri piani - 2'07"92
- Oro ai campionati italiani assoluti (Napoli, 1500 metri piani - 4'14"84

1996
- Oro ai campionati italiani assoluti (Bologna), 800 metri piani - 2'06"22
- Oro ai campionati italiani assoluti (Bologna), 1500 metri piani - 4'18"19

1997
- Oro ai campionati italiani assoluti indoor (Genova), 1500 metri piani - 4'22"04
- Oro ai campionati italiani assoluti indoor (Genova), 3000 metri piani - 9'18"09
- Oro ai campionati italiani assoluti (Milano), 1500 metri piani - 4'17"21

1998
- Oro ai campionati italiani assoluti (Roma), 1500 metri piani - 4'15"91

2000
- Bronzo ai campionati italiani assoluti indoor (Genova), 1500 metri piani - 4'21"43
- 4ª ai campionati italiani assoluti indoor (Genova), 3000 metri piani - 9'28"87
- Oro ai campionati italiani assoluti (Milano), staffetta 4×400 metri - 3'43"88

2001
- 4ª ai campionati italiani assoluti indoor (Torino), 1500 metri piani - 4'23"16
- 6ª ai campionati italiani assoluti indoor (Torino), 3000 metri piani - 9'28"07
- 6ª ai campionati italiani assoluti (Catania), 1500 metri piani - 4'23"46

2002
- 5ª ai campionati italiani assoluti (Viareggio), 1500 metri piani - 4'23"02

2003
- Bronzo ai campionati italiani assoluti indoor (Genova), 3000 metri piani - 9'22"50
- 5ª ai campionati italiani assoluti (Rieti), 1500 metri piani - 4'23"97

2004
- 6ª ai campionati italiani assoluti indoor (Genova), 1500 metri piani - 4'34"04

## Altre competizioni internazionali
1994
- 16ª alla 62ª Cinque Mulini ( San Vittore Olona)

1997
- 11ª alla 65ª Cinque Mulini ( San Vittore Olona) - 18'08"

1999
- 20ª alla 67ª Cinque Mulini ( San Vittore Olona) - 19'58"